# Catedral de São Nicolau dos Marinheiros
A Catedral de São Nicolau dos Marinheiros (em russo: Никольский морской собор) é uma catedral em estilo barroco construída entre 1753 e 1762 pelo arquiteto Savva Tchevakinski, um pupilo de Bartolomeo Rastrelli. A catedral, localizada perto do canal Krioukov, tem uma fachada branca e azul sustentada por colunas coríntias. Ela é coberta com 5 cúpulas douradas cuja maior atinge 52 metros. O interior tem uma rica decoração de estuque e ouro e uma magnífica iconóstase com pinturas do século XVIII.
De acordo com a Organização dos Edifícios Religiosos Russos, a catedral tem duas salas, a sala menor, mais escura, é a prestação de crentes para serviços religiosos diários, enquanto a sala de cima, mais brilhante, é reservada para eventos e para alguns dias de festa.
A catedral é dedicada a Nicolau de Mira, patrono da navegação marítima. Na época soviética, a catedral era uma das poucas igrejas de São Petersburgo que não estava fechada. Em 1967, em razão do falecimento da poeta Anna Akhmatova, a catedral sediou uma missa em sua homenagem. A igreja é dedicada a pessoas perdidas no mar e há placas comemorativas com nomes de marinheiros desaparecidos.